# Clanga clanga
El águila moteada (Clanga clanga) es una especie de ave accipitriforme de la familia Accipitridae. No se reconocen subespecies.

## Descripción

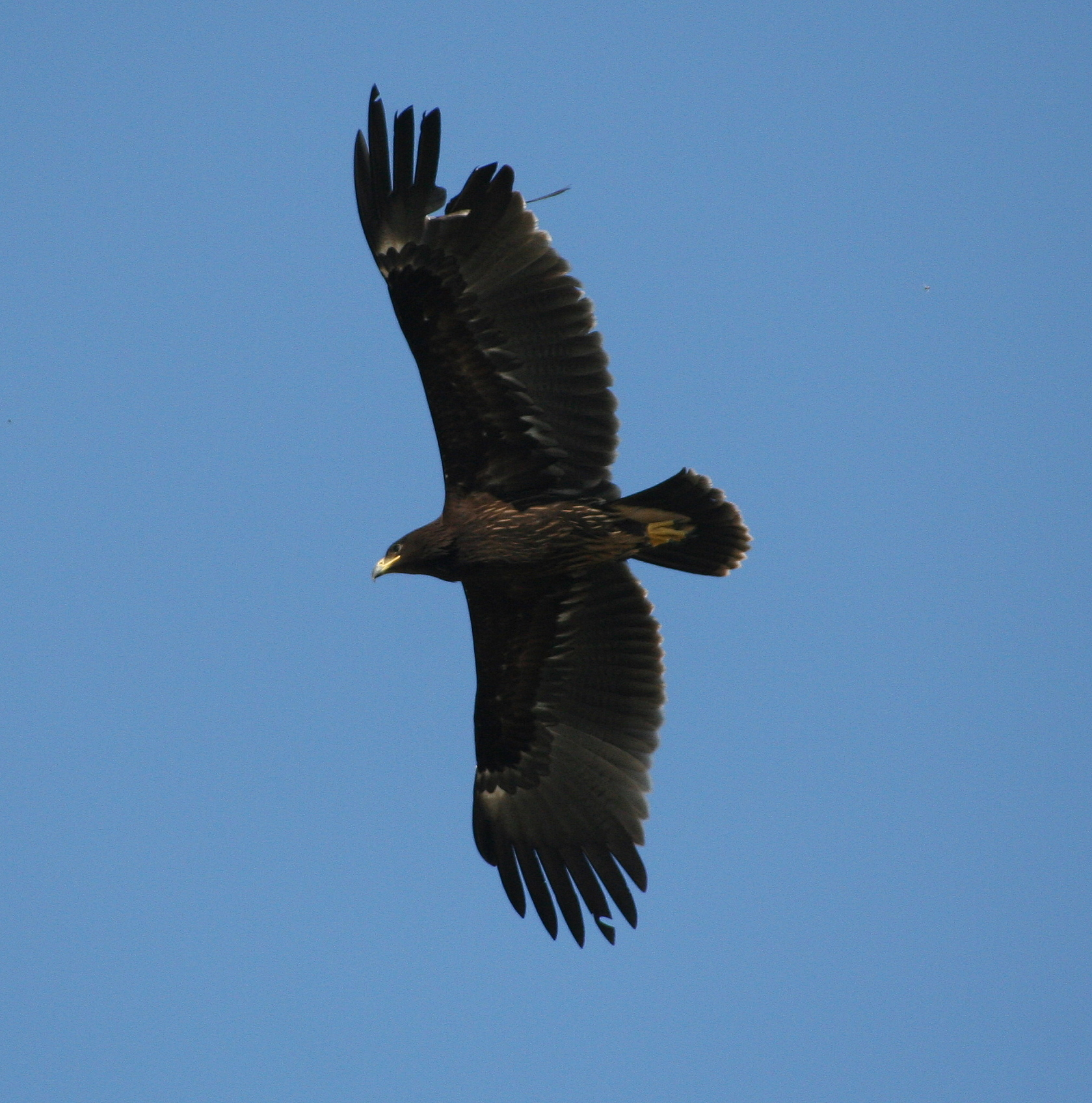
Águila moteada en vuelo.

Es un águila robusta, con las alas anchas y cola más corta que el ancho de las alas y de forma ligeramente cuneiforme. Los ejemplares adultos son uniformemente oscuros, en cambio los jóvenes e inmaduros presentan manchas de color blanco en las coberteras alares. Cuando alcanzan su fase oscura pueden ser fácimelte confundidas con el águila pomerana (Clanga pomarina) y el águila rapaz (Aquila rapax). En vuelo parece negra por la parte inferior, excepto en la base de las alas que suelen ser más claras.
Mide entre 65 y 73 cm de longitud y su envergadura es de unos 160 cm, aunque puede llegar hasta los dos metros.

## Distribución
Se encuentra ampliamente distribuida en Asia, el nordeste de África y ciertas regiones de Europa oriental y occidental. En España cuenta con varios registros homologados, considerándose como una especie accidental o rara.

## Comportamiento

### Reproducción

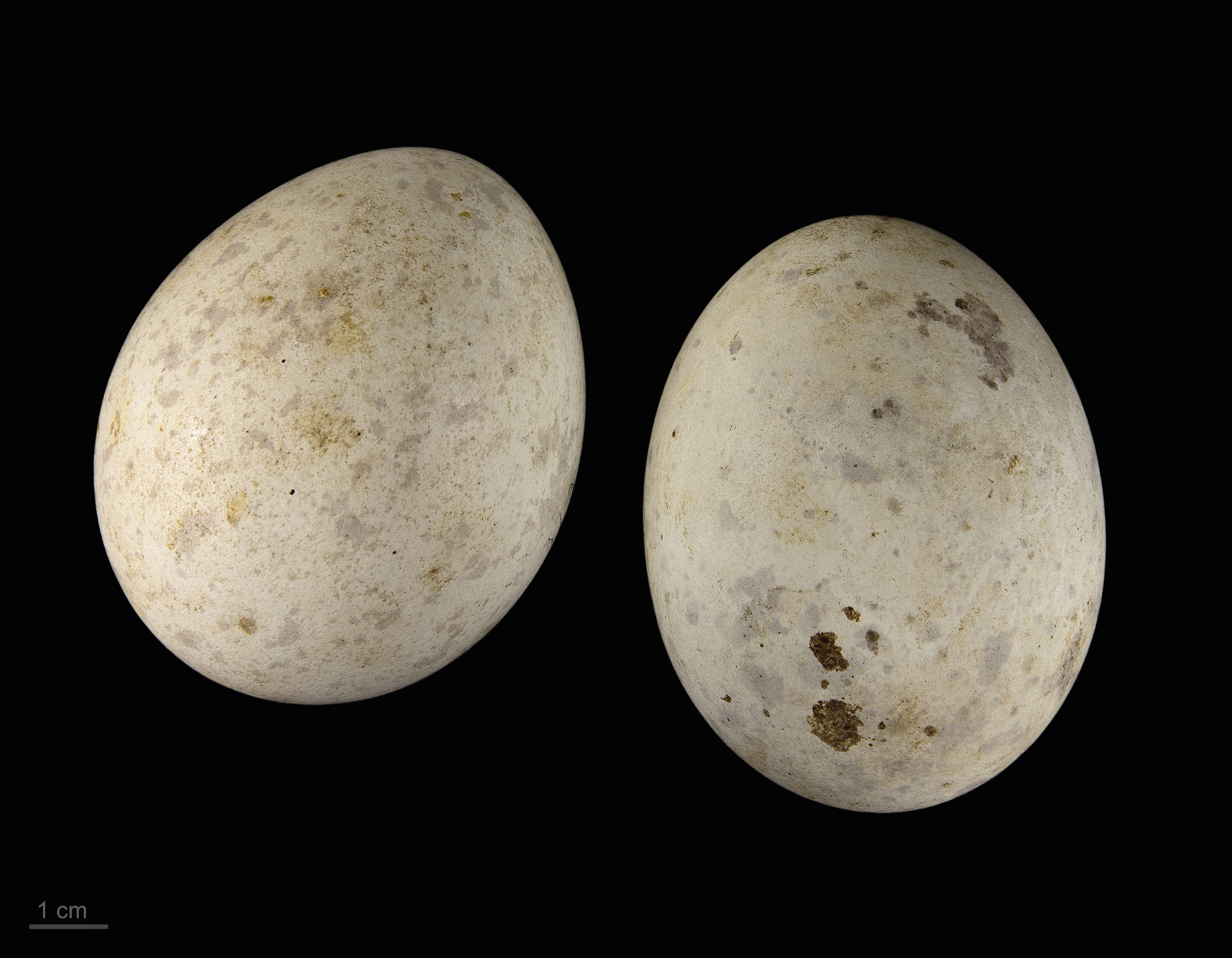
Clanga clanga - MHNT

La época de cría tiene lugar entre mayo y junio. La hembra suele poner un único huevo, ocasionalmente dos, a los que incuba durante 42 a 45 días. El aguilucho abandona el nido tras un máximo de 60 días, aunque sigue siendo alimentado en sus cercanías.

### Alimentación
Su alimentación se compone de aves y mamíferos de pequeño tamaño. Captura a sus presas al acecho, desde el aire o en tierra en carrera a pie.